# Premier ministère du règne de Louis-Philippe Ier
Monarchie de Juillet
Ministère provisoire du 1er août 1830 Gouvernement Jacques Laffitte
Le premier ministère du règne de Louis-Philippe Ier est constitué le 11 août 1830. Il comprend 11 membres et ne comporte pas de président du conseil en titre.

## Constitution
Le 9 août 1830, Louis-Philippe d'Orléans, jusqu'alors lieutenant général du royaume, devient roi des Français sous le nom de Louis-Philippe Ier. Il remanie alors, le 11 août, le ministère provisoire qu'il avait nommé le 1er août afin de lui donner un caractère définitif. Le ministère ne comporte pas de président du Conseil car Louis-Philippe entend exercer lui-même cette fonction.
Cette conception du gouvernement royal, digne de l'Ancien Régime, se traduit également dans le fait que le roi, comme sous l'ancienne monarchie, associe son fils aîné, Ferdinand-Philippe d'Orléans, devenu prince royal et duc d'Orléans, aux réunions du conseil des ministres. Il y participe effectivement, s'exclamant contre les discussions qu'il juge oiseuses, ou se prenant de bec avec les doctrinaires, face à qui il veut incarner la jeunesse révolutionnaire et libérale.
Quatre ministres conservent leurs portefeuilles : Guizot à l'Intérieur, Dupont de l'Eure à la Justice, Gérard à la Guerre.
Le maréchal Jourdan est remplacé par le comte Molé aux Affaires étrangères, tandis que le duc de Broglie revient à l'Instruction publique en remplacement du baron Bignon, en recevant en plus les Cultes et la présidence du Conseil d'État. Le général-comte Sébastiani remplace l'amiral de Rigny à la Marine.
Sont également nommés quatre ministres sans portefeuille : Casimir Perier, Jacques Laffitte, André Dupin et Louis Pierre Édouard Bignon.
Le ministère cherche à réunir toutes les couleurs de l'arc-en-ciel politique de la Révolution de Juillet : Dupont de l'Eure, proche de La Fayette qui a commencé sa carrière politique au Conseil des Cinq-Cents sous le Directoire, apporte sa caution aux républicains ; face à Guizot et de Broglie, figures de l'opposition doctrinaire (de droite), Sébastiani, Laffitte et Perier incarnent l'opposition libérale (de gauche) à la Restauration. Gérard et Sébastiani, Bignon et Molé ont occupé de hautes fonctions sous l'Empire, militaires pour les deux premiers, civiles pour les deux derniers. De plus, Gérard est un proche de la famille d'Orléans puisqu'il a épousé une petite-fille de la comtesse de Genlis. Louis est un technicien reconnu de la matière financière, qui rassure la banque et la bourse, et c'est de plus un protégé de Talleyrand. Dupin est l'avocat du roi et sera la principale figure du Tiers Parti sous la monarchie de Juillet.

## Ministres
Ministres
| Fonction                                                                               | Image                       | Nom                              |
| -------------------------------------------------------------------------------------- | --------------------------- | -------------------------------- |
| Ministres sans portefeuille                                                            |                             | Casimir Perier                   |
| Ministres sans portefeuille                                                            | Jacques Laffitte            |                                  |
| Ministres sans portefeuille                                                            | André Dupin                 |                                  |
| Ministres sans portefeuille                                                            | Louis Pierre Édouard Bignon |                                  |
| Ministre de l’Intérieur                                                                |                             | François Guizot                  |
| Ministre de la Justice                                                                 |                             | Jacques Charles Dupont de l'Eure |
| Ministre des Affaires étrangères                                                       |                             | Mathieu Molé                     |
| Ministre de la Guerre                                                                  |                             | Étienne Maurice Gérard           |
| Ministre des Finances                                                                  |                             | Joseph-Dominique Louis           |
| Ministre de la Marine et des Colonies                                                  |                             | Horace Sébastiani                |
| Ministre de l’Instruction publique et des Cultes, Ministre-présidant le Conseil d’État |                             | Victor de Broglie                |

## Fin
Les tensions sont inévitables qui vont déchirer un ministère composé de personnalités aux options trop dissemblables, dont les dissensions vont éclater au grand jour une fois retombé l'enthousiasme révolutionnaire.
L'élément détonateur sera la question du sort des ministres de Charles X responsables des ordonnances de Saint-Cloud. La gauche républicaine et révolutionnaire demande qu'ils soient jugés pour haute trahison et comme responsables des victimes des Trois Glorieuses, ce qui les condamnerait à une mort presque certaine. Le roi et la majorité des députés souhaitent éviter une telle issue.
Les révolutionnaires s'activent au sein des nombreux clubs populaires qui ont fleuri après la Révolution de Juillet et multiplient grèves, manifestations, émeutes même. Cette agitation irrite une large majorité de citoyens, qui attendent du gouvernement qu'il rétablisse l'ordre. Mais alors que le garde des Sceaux, Dupont de l'Eure, républicain historique, refuse de poursuivre les associations révolutionnaires, le ministre de l'Intérieur, Guizot, répondant le 25 septembre à une interpellation à la Chambre des Députés, affiche une attitude de fermeté : apparaît ainsi au grand jour ce qui sera l'un des clivages fondamentaux de la vie politique sous la monarchie de Juillet, l'affrontement du parti « du mouvement » et du parti de « la résistance » (au mouvement).
Dès le 25 septembre 1830, la coalition gouvernementale a donc éclaté et le gouvernement est en sursis. La Chambre des députés est partagée entre des mouvements contradictoires : elle approuve le discours de fermeté de Guizot mais ne parvient pas à conclure le débat sur les clubs ; elle vote la mise en accusation des ministres de Charles X (27 septembre) mais vote également une adresse invitant le roi à présenter un projet de loi abolissant la peine de mort (8 octobre). L'agitation atteint un sommet avec l'émeute des 17 et 18 octobre, au cours de laquelle des manifestants marchent vers le château de Vincennes, où sont détenus les ministres de Charles X, que le général Daumesnil refuse courageusement de leur livrer.
Guizot, de Broglie et Perier demandent alors la révocation du préfet de la Seine, le républicain Odilon Barrot, qui, dans une proclamation aux Parisiens, a qualifié d'« inopportune démarche » l'adresse de la Chambre des Députés demandant l'abolition de la peine de mort. Dupont de l'Eure menace de démissionner si Barrot est révoqué. Laffitte s'offre pour dénouer la crise en devenant président du Conseil, mais Guizot et de Broglie refusent de siéger sous sa présidence et démissionnent, bientôt suivis par Perier, Dupin, Molé et Louis.
Le 2 novembre 1830, le premier ministère du règne de Louis-Philippe Ier est remplacé par le gouvernement de Jacques Laffitte.